# Stagione 1974-1975 di snooker
La stagione 1974-1975 di snooker è la 7ª edizione di una stagione di snooker. Ha preso il via il 1º luglio 1974 ed è terminata il 24 maggio 1975, dopo undici tornei professionistici non validi per la classifica mondiale (sei in più della stagione precedente).

## Calendario

### Main Tour
| N° | Date di gioco                       | Torneo                               | N° edizione | Città       | Impianto                             | Vincitore       | Finalista      | Risultato   | Note   |
| -- | ----------------------------------- | ------------------------------------ | ----------- | ----------- | ------------------------------------ | --------------- | -------------- | ----------- | ------ |
| 1  | dal 1° al 5 luglio 1974             | World Masters                        | 1ª          | Melbourne   | Victorian Club                       | Cliff Thorburn  | John Spencer   |             |        |
| 2  | dal 1° al 30 agosto 1974            | Australian Professional Championship | 13ª         | Wagga Wagga | Wagga RSL Club                       | Eddie Charlton  | Warren Simpson | 44–17       | [ 2 ]  |
| 3  | settembre 1974                      | Canadian Open                        | 1ª          | Toronto     | Canadian National Exhibition Stadium | Cliff Thorburn  | Dennis Taylor  | 8–6         | [ 3 ]  |
| 4  | dal 7 settembre al 22 dicembre 1974 | Watney Open                          | 1ª          | Leeds       | Northern Snooker Centre              | Alex Higgins    | Fred Davis     | 17–11       | [ 4 ]  |
| 5  | dal 18 al 22 novembre 1974          | Norwich Union Open                   | 2ª          | Londra      | Piccadilly Hotel                     | John Spencer    | Ray Reardon    | 10–9        | [ 5 ]  |
| 6  | gennaio 1975                        | Pot-Black                            | 7ª          | Birmingham  | BBC Studios                          | Graham Miles    | Dennis Taylor  | 1–0 (81-27) | [ 6 ]  |
| 7  | dal 13 al 17 gennaio 1975           | The Masters                          | 1ª          | Londra      | West Centre Hotel                    | John Spencer    | Ray Reardon    | 9–8         | [ 7 ]  |
| 8  | 24 febbraio 1975                    | Benson & Hedges Ireland Tournament   | 1ª          | Dublino     | National Boxing Stadium              | John Spencer    | Alex Higgins   | 9–7         | [ 8 ]  |
| 9  | aprile 1975                         | Ladbroke International               | 1ª          | ?           | ?                                    | Resto del mondo | Inghilterra    |             |        |
| 10 | dal 9 aprile al 1º maggio 1975      | Campionato mondiale                  | 44ª         | Molteplici  | Molteplici                           | Ray Reardon     | Eddie Charlton | 31–30       | [ 9 ]  |
| 11 | maggio 1975                         | Pontins Professional                 | 2ª          | Prestatyn   | Pontins                              | Ray Reardon     | John Spencer   | 10–4        | [ 10 ] |